# The Gentle Touch
The Gentle Touch foi uma série de televisão britânica, dos gêneros drama e policial, criada por Terence Feely, feita pela London Weekend Television para a ITV, exibida de 1980 a 1984. Sua estréia ocorreu em 11 de abril de 1980, se tornou notável por ser a primeira série britânica a ter detetive da polícia feminina como protagonista.

## História
A série estrelou Jill Gascoine como a detetive Maggie Forbes, que já trabalhou em vários setores da da polícia e é baseado na delegacia de polícia Seven Dials em Londres. O marido de Maggie, um oficial de polícia, é assassinado durante o primeiro episódio, deixando-a de conciliar sua carreira com a monoparentalidade, criando seu filho adolescente.
The Gentle Touch amplamente tratava com os procedimentos de rotina da polícia e ofereceu um retrato franco de questões sociais relevantes (incluindo o racismo, o sexismo, a homossexualidade, a saúde mental e a eutanásia). Tinha pouca ação e violência, em comparação com a série anterior criminal como The Sweeney, optando por uma abordagem mais realista e evoluída para os personagens. Embora a série principalmente focada na vida profissional de Maggie em um campo dominado por homens, mas também mostrou sua vida em casa com seu filho Steve, assim como seus envolvimentos românticos ocasionais que, por vezes, entraram em confronto com seu trabalho. Na vida real Jill Gascoine não poderia dirigir assim, quando Maggie tinha de ser vista dirigindo nas cenas seriam filmadas com um carro rebocado atrás do caminhão pela câmera.
The Gentle Touch foi um enorme sucesso de público no Reino Unido, onde foi exibido nas noites de sexta em um slot 09:00 (exceto para a série final que foi exibido nas noites de sábado). Um episódio mostrado em janeiro de 1982 registrou mais de 18 milhões de espectadores e foi o quinto programa de televisão mais visto na Grã Bretanha naquele ano. The Gentle Touch fez Gascoine um nome da casa e rendeu cinco temporadas até 1984, no entanto, a personagem Maggie Forbes durou mais tempo e voltou em 1985 no spin-off da série C.A.T.S. Eyes (também criado por Terence Feely) sobre uma equipe de detetives do sexo feminino em Kent que secretamente trabalham para o Home Office.

## Elenco principal
- Jill Gascoine .... Detetive Maggie Forbes
- William Marlowe .... Detetive Bill Russell
- Brian Gwaspari .... Detetive Bob Croft (1980–83)
- Derek Thompson .... Detetive Jimmy Fenton (1980–82)
- Paul Moriarty .... Detetive Jake Barrett
- Nigel Rathbone .... Steve Forbes
- Kevin O'Shea .... Detetive Peter Phillips (1982–84)
- Bernard Holley .... Detetive Mike Turnbull (1982–84)
- James Ottaway .... George Taylor
- Michael Graham Cox .... Detetive Jack Slater (1984)